# بيتي واشنطن لويس
بيتي واشنطن لويس (بالإنجليزية: Betty Washington Lewis) (و. 1733 – 1797 م) هي من الولايات المتحدة الأمريكية ولدت في مقاطعة ويستمورلاند.